# Iron Lung (відеогра)
Iron Lung — це хоррор-гра від першої особи 2022 року, яку розробив Девід Шиманський. Гравець керує безіменним каторжанином, який досліджує кривавий океан на інопланетному місяці в іржавому підводному човні під назвою «Залізна легеня» (англ. Iron Lung). Гра вийшла в березні 2022 року для Windows, а в грудні 2022 року вийшов порт для Nintendo Switch.

## Ігровий процес
Гравець керує курсом і швидкістю підводного човна за допомогою мінімалістичного інтерфейсу та користується для навігації картою та камерою спостереження підводного човна.

## Сюжет

### Приміщення
Напис перед грою розповідає про передісторію, в якій людство поширилося в космос і колонізувало багато інших планет. Загадкова подія, відома як Тихе викрадення, спричиняє зникнення всіх придатних для життя планет і зірок у Всесвіті, залишаючи лише тих, хто перебуває на борту космічних станцій або кораблів. Тоді як людська цивілізація руйнується та відчайдушно потребує ресурсів, на безлюдному супутнику інопланетян, відомому як AT-5, за два тижні до початку гри з'являється унікальний кривавий океан (четвертий у своєму роді). Персонаж гравця — каторжанин, якого відправляють у цей океан на титульному підводному човні «Залізна легеня». Зроблений зі старих іржавих частин космічної станції, підводний човен швидко псується. Отримавши обіцянку звільнення, якщо він зможе сфотографувати унікальні ресурси в кривавому океані, засуджений спускається в океан. Записка в кабіні показує, що засуджений скептично та нігілістично налаштований щодо майбутнього, заявляючи, що навіть якщо дослідники дадуть свободу після місії, смерть у кривавому океані виглядає привабливішою, ніж існування в такому стані Всесвіту.

### Хід гри
Гра починається з того, що засудженого на підводному човні опускають в кривавий океан. Зважаючи на тиск, головний люк заварюють, а переднє оглядове вікно закривають металом. Потім засуджений починає використовувати карту та координати, щоб знаходити цікаві місця в океані, знімаючи їх на зернисту камеру підводного човна (також слугує основним засобом навігації). На кількох знімках виявлено дивні об'єкти, такі як рослини, скельні утворення та навіть щось подібне до штучних споруд на дні океану. У задані моменти гри рівень кисню в підводному човні знижується, і в кабіні починається пожежа, яку засуджений повинен загасити за допомогою вогнегасника. Одне з місць у лівій половині карти — це дивна мерехтлива світна куля, яка трясе підводний човен, коли він наближається до неї. В інший момент гри замість фотографії певного місця з'являється око величезної морської істоти, яка потім вдаряє човен, що спричинює затікання крові. Досягши останнього місця, засуджений пробує його сфотографувати, і, коли розвертається для цього, морська істота пробиває підводний човен, гра закінчується.
Кінцевий напис інформує, що на цей момент немає способу отримати залишки або фотографії з підводного човна, розтерзаного на шматки в кривавому океані. Попри це, текст залишається оптимістичним, зазначаючи, що людство знайде розв'язок проблеми Тихого викрадення десь у Всесвіті.

## Сприйняття
Iron Lung отримала позитивні відгуки, де оцінено гнітючу атмосферу та звукове тло гри.
Інтерес до Iron Lung різко зріс через реальне зникнення підводного апарата «Титан» 19 червня 2023 року. Цьому сприяли паралелі між «Залізною легенею» та «Титаном», який був невеликим батискафом з обмеженим оглядом, який закривався ззовні, і керувався з ігрового геймпада.

## Оновлення
19 червня 2022 року в Iron Lung з'явилось оновлення, де розширено сюжет, додано більше досягнень, нових місць призначення на карті гри та предметів Steam Points Shop.